# Ægicrane

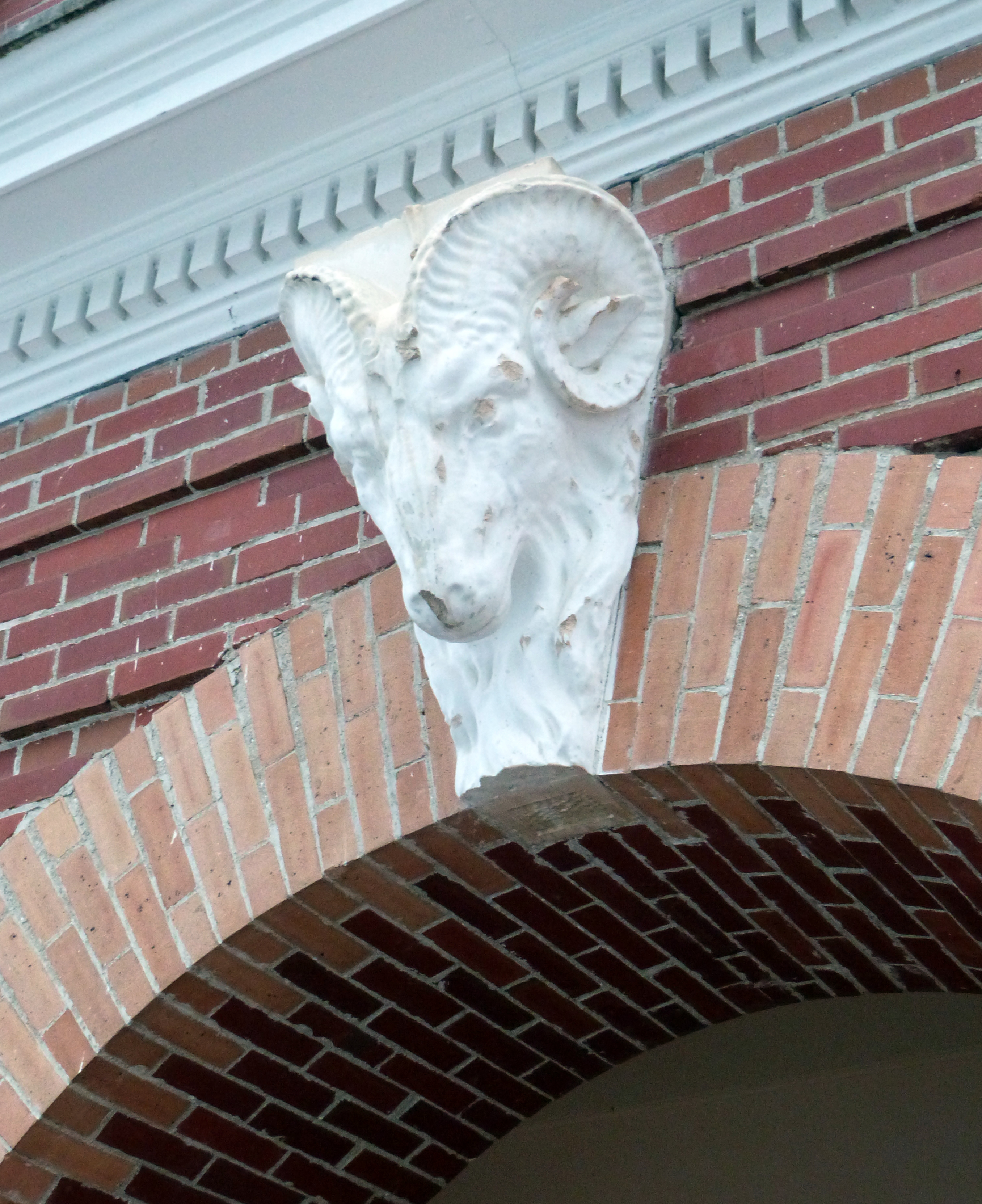
Un ægicrane sur une clef d'arc, Clayton School (1915) à Clayton, État de Washington, États-Unis.

Un ægicrane, en architecture, est un ornement, un mufle ou masque de bélier ou de chèvre.
Ce type d'ornement a été utilisé par l'architecture grecque puis romaine, notamment aux angles des autels sur lesquels étaient sacrifiés les animaux en question. Par la suite, il a été aussi employé en gravure, notamment pendant la Renaissance française.